# Pseudosoloe ntebi
Pseudosoloe n'tebi là một loài bướm đêm trong họ Geometridae.